# Somaliyaay toosoo
Soomaaliyeey toosoo was van 2000 tot 2012 het volkslied van Somalië. Het lied is in 1947 geschreven door Ali Mire Awale en Yuusuf Xaaji Aadan Cilmi Qabille, en werd gespeeld tijdens de festiviteiten rondom de onafhankelijkheid van Somalië in 1960. Tijdens de Somalische Burgeroorlog koos de regering in ballingschap voor Soomaaliyeey toosoo als volkslied voor Somalië.

## Originele tekst uit 1947
Soomaaliyeey toosoo
Toosoo isku tiirsada ee
Hadba kiina taagdaranee
Taageera waligiinee
Idinkaysu tookhaayoo
Idinkaysu taamaayee
Aadamuhu tacliin barayoo
Waddankiisa taamyeeloo
Sharcigaa isku kiin tolayoo
Luuqadaa tuwaaxid ahoo
Arligiina taaka ahoo
Kuma kala tegeysaan oo
Tiro ari ah oo dhaxalaa
Sideed laydin soo tubayoo
Ninba toban la meel marayoo
Cadowgiin idiin talin oo
Tuldo geel ah oo dhacan baad
Toogasho u badheedhanee
Mahdulkaas dhanee tegeybaan
Ninna dhagax u tuurayn
Qaran aan hubkuu tumayo
Tooreyda dhaafayn
Oo aan taar samayn karin
Uur kutaallo weynaa
Hadba waxaan la taahaayoo
Togagga uga qaylshaa
Nin dalkiisii cadow taaboo
U tol waayey baan ahayee
Hadba waxaan laa ooyaayoo
Oo ilmadu iiga qubaneysaa
Iqtiyaar nin loo diidoo
La addoon sadaan ahayee.
Onafhankelijke staten: Algerije · Angola · Benin · Botswana · Burkina Faso · Burundi · Centraal-Afrikaanse Republiek · Comoren · Congo-Brazzaville · Congo-Kinshasa · Djibouti · Egypte · Equatoriaal-Guinea · Eritrea · Ethiopië · Gabon · Gambia · Ghana · Guinee · Guinee-Bissau · Ivoorkust · Kaapverdië · Kameroen · Kenia · Lesotho · Liberia · Libië · Madagaskar · Malawi · Mali · Marokko · Mauritanië · Mauritius · Marokko · Mozambique · Namibië · Niger · Nigeria · Oeganda · Rwanda · Sao Tomé en Principe · Senegal · Seychellen · Sierra Leone · Somalië · Soedan · Swaziland · Tanzania · Tsjaad · Togo · Tunesië · Zambia · Zimbabwe · Zuid-Afrika · Zuid-Soedan
Niet algemeen erkende landen: Somaliland · Westelijke Sahara
Afhankelijke gebieden: Mayotte · Réunion (onofficieel) · Saint Helena, Ascension and Tristan da Cunha (onofficieel)